# Hienes
Les hienes (Hyaenidae) són mamífers carnívors terrestres mitjanament grossos que habiten Àfrica, Aràbia, Àsia i al subcontinent indi, i pertanyen a la família Hyaenidae, la qual està formada per quatre espècies: el pròteles, la hiena bruna, la hiena tacada i la hiena ratllada.

## Descripció

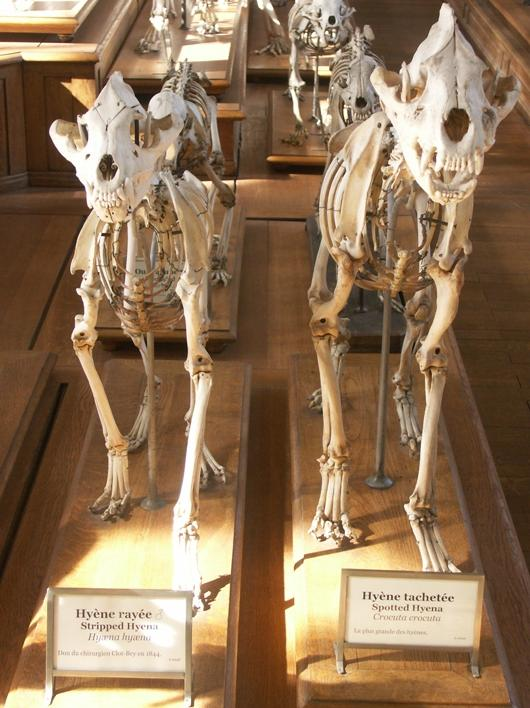
Esquelets d'una hiena ratllada i una hiena tacada al Museu Nacional d'Història Natural

Tot i que l'aspecte físic de les hienes és semblant al dels cànids, formen part d'una família separada més estretament relacionada amb la família Herpestidae (la família de les mangostes i el suricata), i per aquesta raó es troba dins dels feliformes. Tot i que -com els cànids- són digitígrads, totes les espècies de hiena caminen encorbades (com ho fa l'os), a causa del fet que les extremitats anteriors són més llargues que les posteriors. El pròteles, la hiena ratllada i la hiena bruna, tenen ratlles en el pelatge i crineres que erigeixen quan tenen por, mentre que el pelatge de la hiena tacada és format per pèls considerablement més curts i presenta taques en lloc de ratlles.
Les hienes tacades i, en menor mesura, les hienes ratllades i les brunes, tenen poderoses dents carnisseres adaptades per esquinçar la carn, i premolars per trencar ossos. La creença que la mossegada de la hiena tacada és la més forta és un mite, ja que altres animals, entre els quals es troba el diable de Tasmània, són comparativament més forts. Tot i que els queixals del pròteles estan enormement reduïts i, fins i tot, absents de vegades en els adults, la seva dentadura és la mateixa que la de les altres tres espècies. La dentadura de les quatre espècies és: {\displaystyle {\tfrac {3.1.4.1}{3.1.3.1}}}
Les mandíbules de les hienes tenen uns ullals més forts que els dels cànids, cosa que els permet de trencar els ossos tant amb les dents anteriors com amb les premolars (els cànids només ho fan amb els queixals). Com els fèlids, les hienes no tenen els molars posteriors dels cànids i els vivèrrids. Les dents estan organitzades de manera que els premolars no interfereixen amb les dents de la part posterior, i així poden aixafar ossos sense desgastar les dents carnisseres.
La majoria d'espècies mostren un petit dimorfisme sexual, ja que els mascles són lleugerament més grossos que les femelles. La hiena tacada n'és l'excepció, puix que les femelles són més grosses que els mascles. Una característica poc freqüent, pròpia de les femelles de les hienes tacades, és l'existència d'un clítoris allargat, anomenat «pseudopenis». Els genitals de les femelles s'ajusten per permetre que el mascle hi introdueixi el penis durant el coit i per parir. La posició anatòmica dels genitals permet a les femelles de controlar amb quins mascles es volen aparellar.
Tenen les mandíbules molt fortes en relació amb la seva mida corporal i un aparell digestiu molt poderós, amb fluids molt àcids, que els permeten de menjar i de digerir les preses enteres, amb la pell, les dents, les banyes i els ossos. Els pèls i les peülles són generalment regurgitats. A causa del fet que tenen un sistema digestiu molt bactericida, no tenen aversió a la carronya i en mengen sovint.
El pròteles, a causa de la seva alimentació especialitzada en tèrmits, no té la mida ni la potència física de les altres hienes.

## Comportament

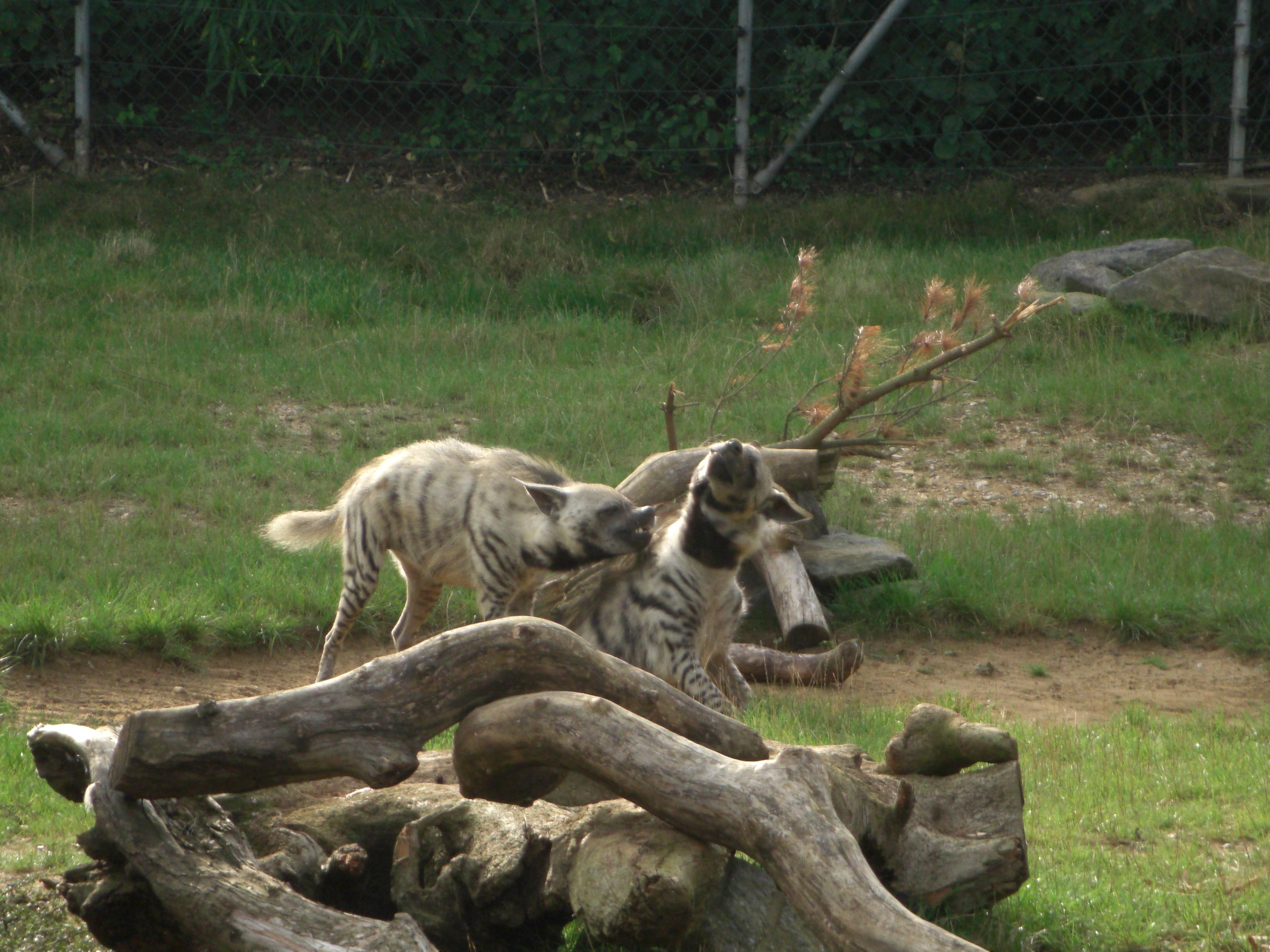
Dues hienes ratllades jugant al zoo de Colchester

Les hienes tacades tenen una estructura social matriarcal que alguns biòlegs especulen que ha evolucionat a causa de l'interès de la femella a dominar al mascle, ja que aquest no ajuda en la criança dels cadells.
Totes les espècies tenen unes glàndules anals, que secreten una substància oliosa de color groc sobre diferents objectes, per marcar els seus territoris. Aquestes secrecions també són utilitzades per mostrar-se submises vers hienes més dominants. Addicionalment, marquen el territori cavant el terra amb les potes, i dipositant un mesc que secreten d'unes glàndules que tenen entre els dits dels peus.
Els genitals, la zona anal i les glàndules anals són ensumades quan mostren un comportament d'agraïment, durant el qual aixequen la pota del darrere per permetre l'altre ensumar-los. Fan servir una zona del cau, allunyada de l'àrea principal, per dipositar els seus excrements. Per orinar no aixequen les seves potes com fan els cànids mascles o dominants.
A diferència dels cànids, les hienes no regurgiten o porten aliment dins del seu estómac pels seus cadells, a causa de la velocitat a la qual els adults digereixen l'aliment.
Les hienes poden ser portadores de soques de la ràbia, però no desenvolupen els símptomes.

## Distribució i hàbitat
Tres de les quatres espècies viuen estrictament a l'Àfrica subsahariana, on viuen en ambients com sabanes, matollars i deserts. La quarta espècie, la hiena ratllada, es troba al nord i l'est d'Àfrica, així com a Àsia des d'Orient Mitjà fins a l'Índia.

## Dieta
Amb l'excepció del pròteles que és principalment insectívor, les altres tres espècies de hiena són caçadores i carronyaires.
A diferència dels seus cosins, la hiena tacada és bàsicament un depredador, que caça en grup de fins a cent individus zebres, alhora que és el carnívor més abundant de l'Àfrica subsahariana.

## Evolució

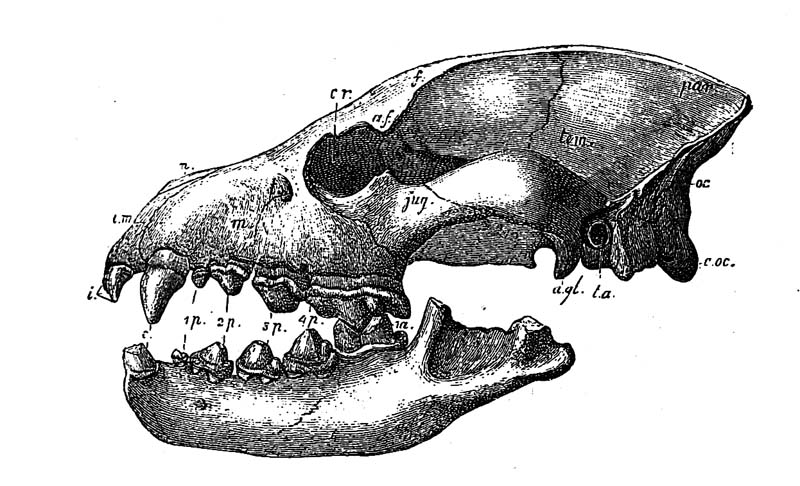
Crani de Hyaena eximia

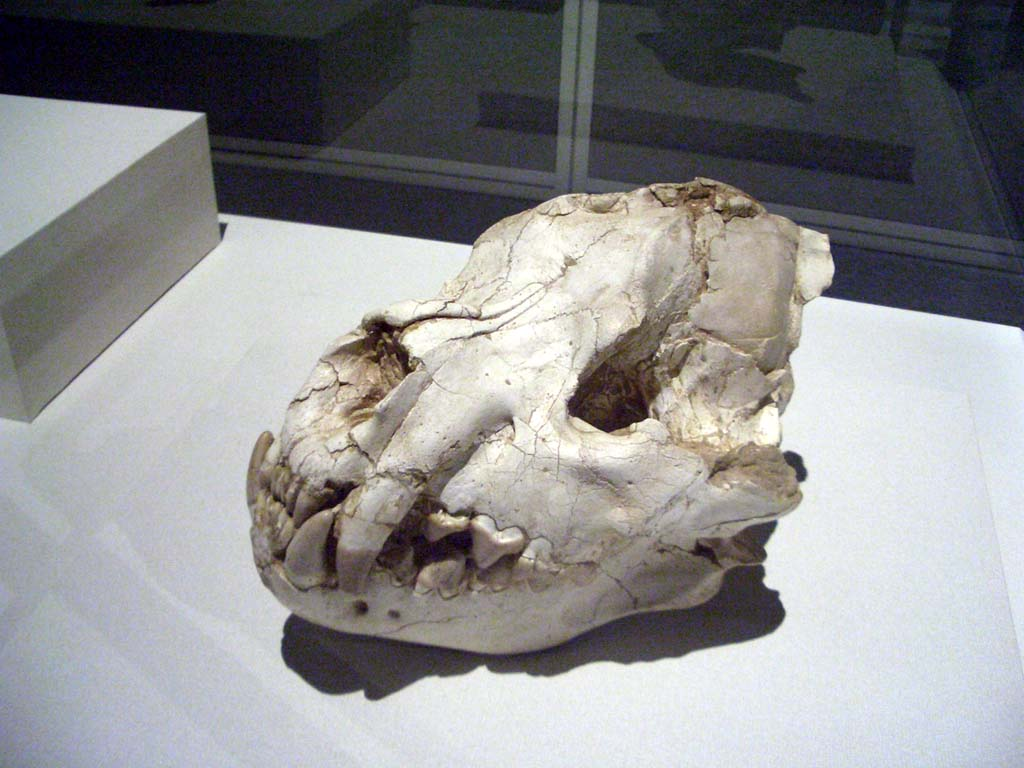
Crani de Crocuta macrodonta

Es creu que les hienes es van origina fa 26 milions d'anys, al Miocè inferior, a partir d'ancestres arboris semblants a l'actual civeta de palmera ratllada anomenats vivèrrids. Els hiènids del Miocè s'assemblaven més als vivèrrids que a les hienes actuals. Els Plioviverrops, unes de les primeres hienes, eren criatures amb aspecte de civeta, que van viure a Euràsia fa entre 20 i 22 milions d'anys. Detalls de l'orella mitjana i de l'estructura dental, l'assenyalen com una hiena primitiva.
Fa 15 milions d'anys, sorgiren hienes amb aspecte de gos, de les quals s'han identificat 30 espècies diferents. A diferència dels seus descendents, no estaven especialitzades a trencar ossos, però eren més àgils. Els seus molars eren com els dels cànids, fet que els permetia complementar la seva dieta carnívora amb vegetació i invertebrats.
Fa entre 5 i 7 milions d'anys, les hienes es trobaren competint amb cànids que havien viatjat del nord d'Amèrica a Euràsia creuant Beríngia. Els pròteles ancestrals, van sobreviure adaptant-se a una dieta insectívora, a la qual pocs cànids s'havien especialitzat. En canvi, altres hienes van desenvolupar dents per trencar ossos, el qual els permetia evitar competir amb els cànids, però alhora els portava a competir eventualment amb la família dels percrocútids, encara que aquests es van extingir fa 7 milions d'anys, coincidint exactament amb l'aparició d'aquesta especialització en les hienes.
Durant gran part del Pliocè va viure a Euràsia, Amèrica del Nord i Àfrica, sent l'únic hiènid que ha travessat l'estret de Bering, el gènere Chasmaportetes. Els hièndis d'aquest gènere es caracteritzaven per ser corredors molt desenvolupats i adaptats a la caça no carronyaire, la caça activa. Destaca a Europa l'espècie Chasmaportetes lunensis, la qual conviví amb carnívors corredors com l'espècie de guepard Acinonyx pardinensis, i tenia premolars i morals rectilínies amb superfície amb forma que talla i tenia extremitats llargues, primes i delicades. A diferència del cànids que s'estengueren pel recentment colonitzat continent Eurasiàtic, només una espècie de hiena, del gènere Chasmaporthetes, va aconseguir creuar cap al nord d'Amèrica, però s'extingí fa 1,5 milions d'anys.
A causa de les fluctuació del clima que ocorregueren durant el Pliocè superior es van desplaçar espècies que serien característiques del Quaternari a Europa. La major diversitat de hiènids es produí durant el Plistocè, amb 4 gèneres i 9 espècies de hiena. Les hienes amb dents especialitzades a trencar ossos van esdevenir carronyaires dominants al Vell Món, traient profit de la carn sobrant de les preses del gat de dents de sabre. Una d'aquestes espècies fou el Pachycrocuta, un megacarronyaire d'entre 110 i 200 quilos que podia trencar ossos d'elefant. Una espècie d'aquest gènere suposà l'extinció per ser més adaptat de l'espècie de hiènids Hyaena errieri. Al Plistocè superior aparegué l'actual hiena tacada.
Donat que els gats de dents de sabre van començar a desaparèixer i foren substituïts per fèlids amb ullals més curts que aprofitaven millor els aliments, les hienes van començar a caçar per si mateixes i evolucionaren cap a noves espècies, entre elles, l'actual hiena tacada.

## Altre possible nom
El 1411, hi ha documentat que a Mallorca les autoritats van oferir 30 florins per la captura d'un animal anomenat "tabach", el qual havia estat portat de fora i matava el bestiar.
S'especula que aquest animal era una hiena, atès que, en àrab, la hiena és anomenada "ضَبْع" (/ˈdˤabʕ/), es tractava d'un animal carnisser i era un animal desconegut per als illencs que havia estat portat de fora.
No podem saber exactament, però, quina n'era la pronúncia exacta, car la llengua escrita medieval no tenia l'ús modern dels accents gràfics. Per tant, podria ser /tə'βak/ o /'taβək/.
FInalment, el 5 de setembre del mateix any, està documentat que es van pagar 16 sous mallorquins al botxí per la llenya utilitzada al pati del Reial Castell per a cremar l'animal, que havia estat capurat finalment a la marina de Fenalitx.

## Taxonomia dels hiènids (extints i vivents)

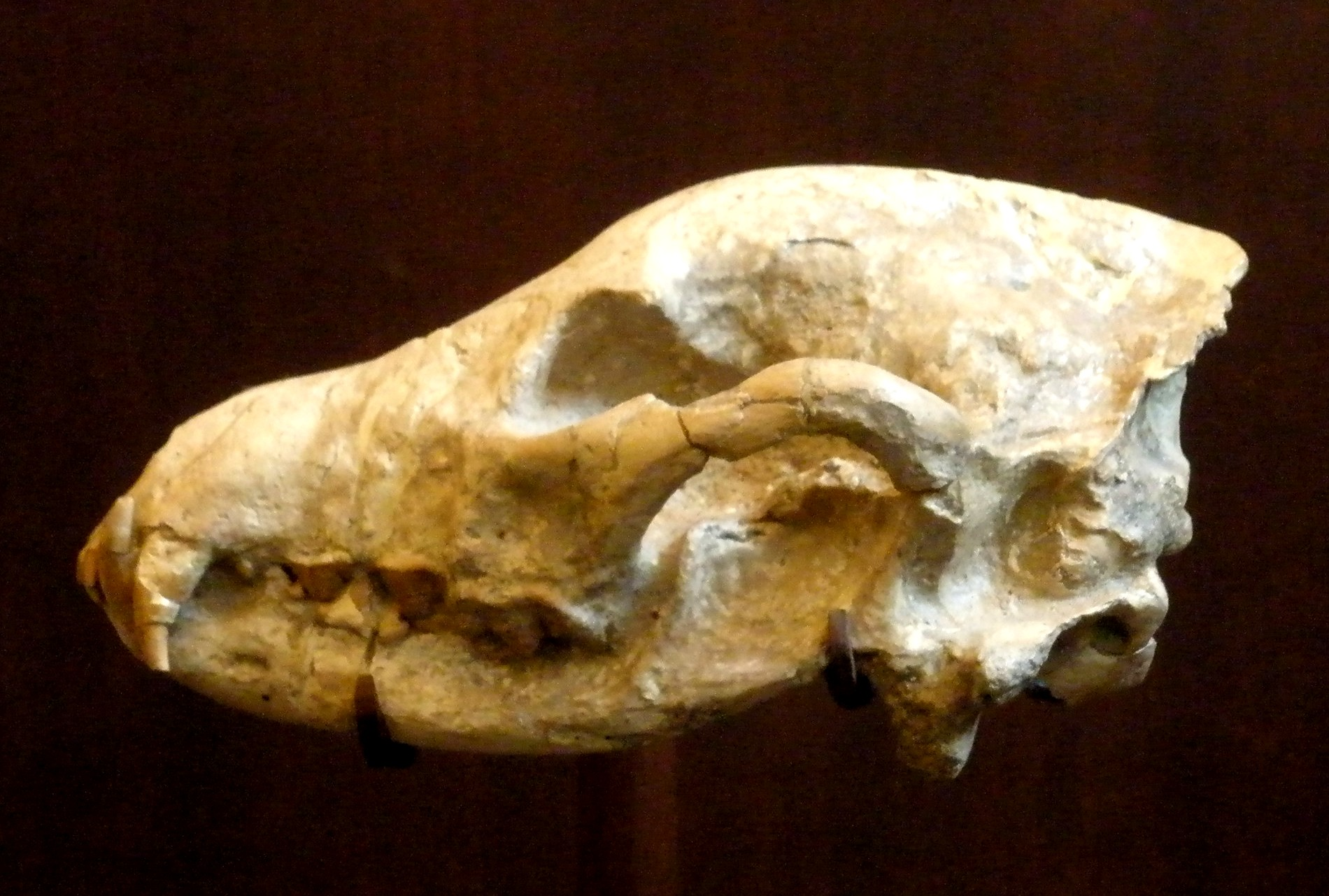
Crani de Ictitherium viverrinum a l'American Museum of Natural History

La següent classificació, tot i que amb algunes diferències, està basada en les obres de referència Classification of Mammals (1997) i Mammal Species of the World (2005). En contrast amb la classificació de McKenna i Bell, els percrocútids no estan inclosos com una subfamília dels hiènids, sinó com una família a part. Per altra banda, la hiena bruna i els seus parents extints es troben dins del gènere Hyaena, en lloc del gènere Pachycrocuta. Així mateix, la subfamília Protelinae es troba dins la família Hyaeninae.
- Família Hyaenidae
  -     - †Tongxinictis (Miocè mitjà a Àsia)

  - †Subfamília Ictitheriinae
    - †Herpestides (Miocè inferior a Àfrica i Euràsia)
    - †Plioviverrops (inclou Jordanictis, Protoviverrops i Mesoviverrops) (del Miocè inferior al Pliocè inferior a Europa, i Miocè superior a Àsia)
    - †Ictitherium o Galeotherium (inclou Lepthyaena, Sinictitherium, i Paraictitherium) (Miocè mitjà a Àfrica, i del Miocè superior fins Pliocè interior a Euràsia)
    - †Thalassictis (inclou Palhyaena, Miohyaena, Hyaenictitherium i Hyaenalopex)(del Miocè mitja al Miocè superior a Àsia, i al Miocè superior a Àfrica i Europa)
    - †Hyaenotherium (Miocè superior a Pliocè inferior? a Euràsia)
    - †Miohyaenotherium (Miocè superior a Europa)
    - †Lychyaena (Miocè superior a Euràsia)
    - †Tungurictis (Miocè mitjà a Àfrica i Euràsia)
    - †Protictitherium (Miocè mitjà a Àfrica i Àsia, i del Miocè mitjà al Miocè superior a Europa)

  - Subfamília Hyaeninae
    - †Palinhyaena (Miocè superior a Àsia)
    - †Ikelohyaena (Pliocè inferior a Àfrica)
    - Hyaena, Euhyaena o Hyena (inclou hiena bruna, Pliohyaena, Pliocrocuta i Anomalopithecus) (del Pliocè inferior (Miocè mitjà?) en l'actualitat a Àfrica, del Pliocè superior (Miocè superior?) al Plistocè superior a Europa, i del Pliocè superior a l'actualitat a Àsia
    - †Hyaenictis (Miocè superior a Àsia? i Europa, i Pliocè inferior (Plistocè inferior?) a Àfrica)
    - †Leecyaena (Miocè superior i/o Pliocè inferior a Àsia)
    - †Chasmaporthetes o Ailuriaena (inclou Lycaenops i Euryboas) (del Miocè superior al Plistocè inferior a Euràsia, del Pliocè inferior al Pliocè superior o Plistocè inferior a Àfrica, i del Pliocè superior al Plistocè inferior al nord d'Amèrica)
    - †Pachycrocuta (Pliocè i Plistocè a Euràsia i Àfrica)
    - †Adcrocuta (Miocè superior a Euràsia)
    - Crocuta o Crocotta (inclou Eucrocuta) (del Pliocè superior a l'actualitat a Àfrica, i del Pliocè superior al Plistocè superior a Euràsia)

  - Subfamília Protelinae
    - Proteles o Geocyon (del Plistocè a l'actualitat a Àfrica)

## Cultura
Moltes cultures, incloses les africanes, han considerat negativament les hienes, associant-les amb la golafreria, la brutícia i la covardia. Una part d'aquesta reputació negativa es pot deure a la seva tendència a remoure les tombes per cercar aliment. És una de les poques criatures naturalment adaptades a això, a causa de la seva a habilitat per devorar i digerir cada part d'un cadàver, inclosos els ossos.
La paraula "hyena" deriva de la paraula grega "hyaina", que vol dir "porc", i té una llarga tradició d'associació amb la crueltat, la traïció i la cobdícia.
A Malawi, en la llengua local, a les grans hienes amb fama de menjar humans, se les anomenava lipwereri, mentre que a la resta de hienes se les anomenava fisi. Els Bouda són una tribu mítica amb la reputació de comptar amb membre capaços de transformar-se en hiena. La creença en els "homes hiena" estan tan arrelada en el coneixement tradicional dels Bornu del nord-est de Nigèria, que fins i tot tenen una paraula especial, "bultungin", la qual vol dir "em transformo en hiena".
Els crits semblants al riure humà de la hiena tacada, van inspirar la idea, dins les cultures locals africanes, que podien imitar les veus humanes i cridar les seves víctimes pel seu nom. També s'associa les hienes amb la clarividència i, de vegades, es creu que són instruments de dimonis i bruixes. Al folklore africà, es creu que les bruixes i els bruixots munten hienes o fins i tot s'hi transformen. Se'ls ha arribat a anomenar «muntures de Satanàs».
Els primers naturalistes creien que les hienes eren hermafrodites o que practicaven habitualment l'homosexualitat, en bona part a causa del sistema genitourinari únic de la hiena tacada. Segons els primers escrits, com Les Metamorfosis d'Ovidi i el Physiologus, les hienes canviaven contínuament de sexe i naturalesa, de mascle a femella i a l'inrevés. Al Paidagogos, Climent d'Alexandria va assenyalar que la hiena (juntament amb la llebre) estava "força obsessionada amb les relacions sexuals". Molts europeus han associat la hiena amb la deformitat sexual, la prostitució i la parafília.
S'han fet servir hienes en moltes ocasions en el cinema d'animació, representant generalment dolents histèrics i trastornats. Alguns exemples són :
- Shenzi, Banzai i Ed, tres hienes que apareixen a The Lion King
- Dick i Bo, de Kimba, el lleó blanc
- Bud i Lou, les mascotes del Joker

Al documental sobre naturalesa The Crimson Wing (2009), la hiena és vista com un dels dolents, donat que mata acarnissada i violentament un flamenc que tracta de fugir amb la resta de flamencs.

## Galeria

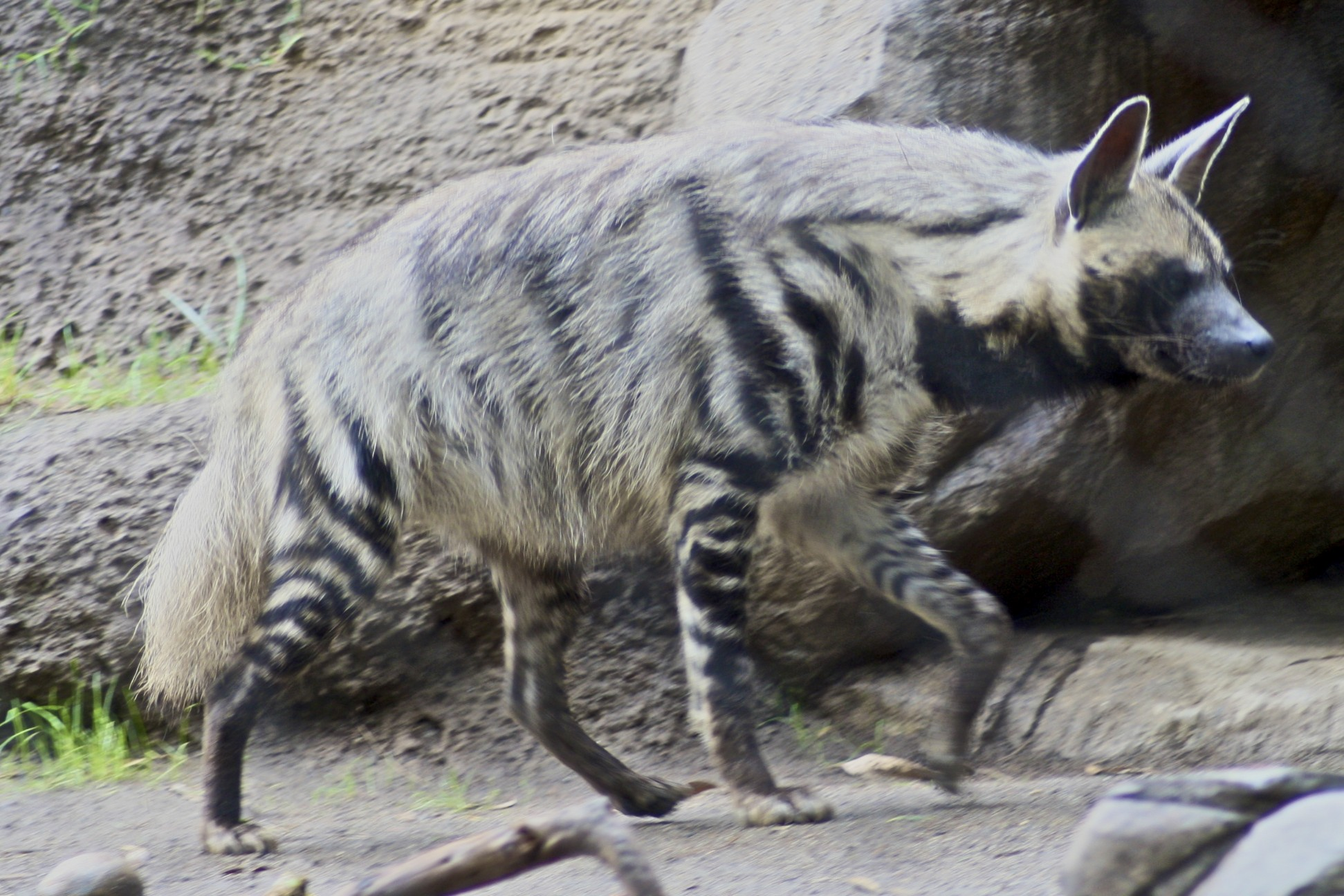
Hiena ratllada
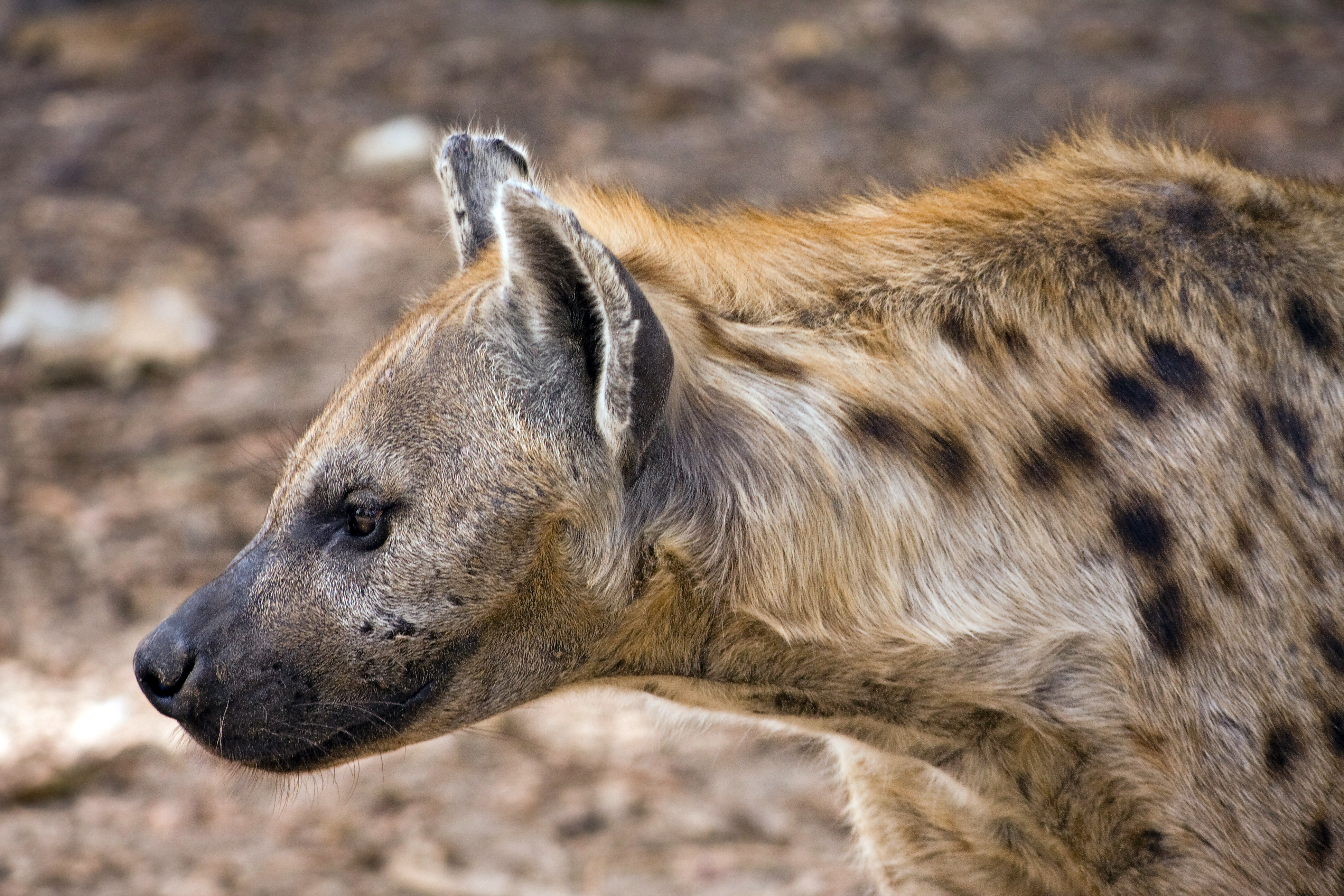
Hiena tacada
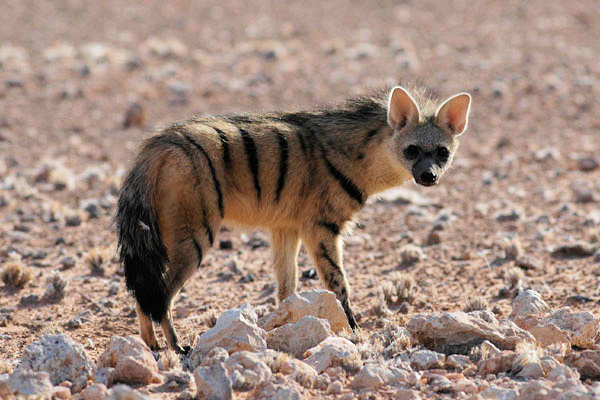
Pròteles